# Daniel Suciu
Vasile-Daniel Suciu (n. 7 noiembrie 1980, Bistrița, Bistrița-Năsăud, România) este un deputat român, ales în 2012 din partea Partidului Social Democrat, care din 22 februarie 2019 este numit viceprim-ministru al României în guvernul Viorica Dăncilă și ministru al Dezvoltării Regionale, Administrației Publice și Fondurilor Europene.